# Taça de Angola de Hóquei em Patins de 2013
A Taça de Angola de Hóquei em Patins é a segunda maior competição de hóquei em patins em Angola, e é disputada por todos os clubes Angolanos.

## 1ªEliminatória
| Equipe 1               | Total | Equipe 2                  | 1.º jogo | 2.º jogo |
| ---------------------- | ----- | ------------------------- | -------- | -------- |
| Hoquei Clube do Lobito | 3–7   | Hoquei 2000               | 1–4      | 2–3      |
| GD Juventude Viana     | 24–6  | Sagrado Coração de Jesus  | 17–2     | 7–4      |
| 1º Agosto              | 5–7   | Académica Clube de Luanda | 2–2      | 3–5      |
| Kabuscorp              | 10–0  | Sport Luanda e Benfica    | 5–0      | 5–0      |
| Namibe                 | 10–0  | CODEFA                    | 5–0      | 5–0      |

## 2ªEliminatória
| Equipe 1              | Total | Equipe 2                  | 1.º jogo | 2.º jogo |
| --------------------- | ----- | ------------------------- | -------- | -------- |
| Hoquei 2000           | 7–26  | GD Juventude Viana        | 5–9      | 2–17     |
| Petro Atlético Luanda | 7–6   | Académica Clube de Luanda | 4–1      | 3–5      |
| Kabuscorp             | 8–7   | Namibe                    | 4–4      | 4–3      |

## Apuramento Final
| 09.12.2013 | GD Juventude Viana | 11-3 | Kabuscorp | Pavilhão Cidadela |
| 18:30      |                    |      |           |                   |

### Final
| 11.12.2013 | GD Juventude Viana | 3-0 | Petro Atlético Luanda | Pavilhão Cidadela |
| 16:00      |                    |     |                       |                   |

| 12.12.2013 | Petro Atlético Luanda | 2-4 | GD Juventude Viana | Pavilhão Namibe |
| 16:00      |                       |     |                    |                 |

| GD Juventude Viana (6º) |
|                         |

## Ligações Externas

### Sítios Angolanos
- Federação Angolana de Hóquei Patins
- Petro de Luanda
- Primeiro de Agosto
- jornaldosdesportos
- ANGOP, Angência Angola Press com atualidade do Hóquei Patins neste País

### Internacional
- Ligações ao Hóquei em todo o Mundo
- Mundook-Actualidade Mundial do Hóquei Patinado
- desporto.sapo